# Jesús Rodríguez Ortuño
Jesús Rodríguez Ortuño (Almuñécar, Granada, 11 de febrero de 1998) más conocido como Echu, es un futbolista español que juega como centrocampista en el Recreativo Granada de la Segunda División "B" de España.

## Trayectoria deportiva
Tras comenzar su carrera en el Granada, y pasar por equipos como Almería y Málaga, recaló en las categorías inferiores del Real Madrid, y tras su etapa juvenil, saldría en busca de minutos y experiencia.
En la temporada 2017-18, el jugador es cedido al CD Ejido 2012 para jugar en el Grupo IV de la Segunda División B, realizando una gran temporada, participando en 32 partidos y anotando 4 goles.
En julio de 2018, el centrocampista ofensivo llega cedido al Rayo Majadahonda para debutar en la Liga 123.

## Clubes
| Club                            | País   | Año     |
| ------------------------------- | ------ | ------- |
| Real Madrid C. F. Juvenil       | España | 2016-17 |
| Real Madrid Castilla C. F.      | España | 2016-19 |
| C. D. El Ejido 2012 (cesión)    | España | 2017-18 |
| C. F. Rayo Majadahonda (cesión) | España | 2018-19 |
| Recreativo Granada              | España | 2019-   |